# زائدة تكسير
زيادة التكسير هي أن تزاد زائدة مركبة من جزئين أو أكثر تسمى زائدة تكسير في لفظ يسمى لفظا مكسرا. مثال ذلك في العربية جمع التكسير وهو أن يجمع الاسم على اسم مكسر يسمى الجمع المكسر. وفي الاصطلاح يسمى ما زيدت له داخلة مكسرا وما زيدت له لاصقة سالما.